# Werner Ketterl
Werner Ketterl (* 14. Januar 1925 in München; † 23. Dezember 2010) war ein deutscher Arzt, Zahnarzt und Hochschullehrer.

## Leben und Wirken
Ketterl beantragte am 22. Januar 1943 die Aufnahme in die NSDAP und wurde zum 20. April desselben Jahres aufgenommen (Mitgliedsnummer 9.531.925). Im Zweiten Weltkrieg diente er als Offizier. Von 1946 bis 1953 absolvierte er ein Studium der Medizin (Dissertation: Thymin und Uracil, 1949) und Zahnmedizin (Dissertation: Die Geschichte der Nasennebenhöhlenoperation, 1957) in München. Seine Habilitation erfolgte 1960 ebenfalls in München.
Von 1949 bis 1964 war er am Klinikum der Universität München als Assistenz- und Oberarzt angestellt. 1964 wurde er Funktions-Klinikdirektor der Universität Mainz. Am 1. April 1966 folgte er dem Ruf als Professor für Zahnheilkunde an die Medizinische Fakultät, wo er die Nachfolge von Josef Kluczka antrat. Ihm kam bei seiner beginnenden Hochschullehrer-Karriere zugute, dass gerade die neue Zahn-, Mund- und Kieferklinik bezugsfertig geworden war. Vom 1. Januar 1971 bis zum 31. Dezember 1972 wirkte er als Dekan der Medizinischen Fakultät. Im neugestalteten „Fachbereich 10 – Zahn-, Mund- und Kieferheilkunde“ lehrte er vom 1. April 1973 bis zum 30. September 1979. Von 1974 bis 1977 war er Dekan des Fachbereichs Zahnmedizin. Von 1974 bis 1978 stand er als Präsident der Deutschen Gesellschaft für Parodontologie (DG PARO) vor. Vom 1. April 1977 bis zum 6. Oktober 1981 war er Präsident der Deutschen Gesellschaft für Zahn-, Mund- und Kieferheilkunde e. V. (DGZMK) und 1978/1979 Vorsitzender des Concilium Medicinale. Vom 1. Oktober 1979 bis zum 30. September 1993 war seine Professur im „Fachbereich 04 – Medizin“ angesiedelt. Innerhalb dieser Zeitspanne war er von 1982 bis 1984 Dekan des Fachbereichs Medizin.
Werner Ketterl war Mitglied der Pierre Fauchard Academy und Fellow of the Academy of Dentistry International, außerdem Ehrenmitglied der Italienischen wie der Österreichischen Stomatologischen Gesellschaft und Ehrenmitglied der Humboldt-Universität zu Berlin.

## Verdienste
Die Johannes Gutenberg-Universität Mainz und die Universitätsmedizin Mainz trauerten um einen „[…] hoch geachteten Arzt, beliebten Hochschullehrer und herausragenden Wissenschaftler.“ Weiter hieß es im Nachruf: „Werner Ketterl hat seit seiner Berufung an die Johannes Gutenberg-Universität Mainz im Jahre 1964 mit dem Aufbau und der Entwicklung der Zahnmedizin ganz entscheidend zum Wissenschaftsstandort Mainz beigetragen. Die zahnmedizinische Forschung und Krankenversorgung, der wissenschaftliche Nachwuchs sowie Studium und Lehre der Zahnmedizin wurden von ihm geformt und nachhaltig geprägt. Seine Forschungsaktivitäten um die Parodontologie fanden national und international große Beachtung und Anerkennung.“
Er ist der Autor mehrerer hundert Fachaufsätze und einiger Bücher. Darüber hinaus gab er Fach-Publikationen wie die Reihe Praxis der Zahnheilkunde und den periodischen Deutschen Zahnärzte-Kalender über einen längeren Zeitraum heraus.